# Palfen (Toponym)

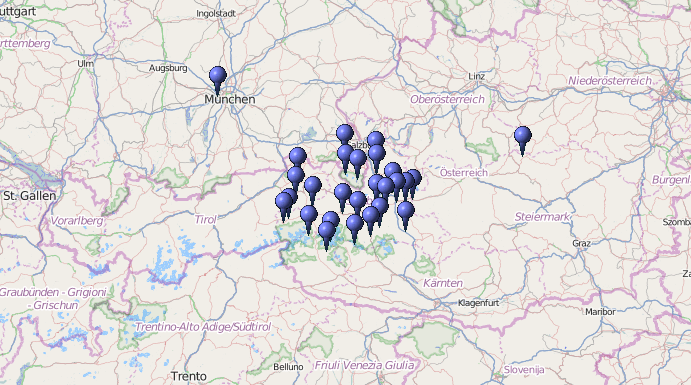
Verbreitung der gesicherten und möglichen Toponymika für Felsformationen und Orte auf «Palf[en]-» (Auswahl Stand 2015)

Palfen ist ein im Oberdeutschen heimisches Wort für Felsen.

## Etymologie
Das Wort der Palfen, lokal auch die Palfe oder das Palfel, steht allgemein für ‘Felsen; Felszacken, -stufe, -vorsprung; überhängender Fels’. Im Grimm ist es als ‚großer überhängender Felsen‘ genannt, auch Palfenwand (1555). Es ist noch heute im Gebrauch, etwa als „ein aus steilem Gelände herausragender einzelner, anstehender Felsen“, auch „große Steine, die oft den Zugang zu Klüften versperren“. Vereinzelt finden sich auch die Schreibungen Balfen und Palven.
Die gängige Hypothese ist, das Wort als Form von die Balm (auch Palm) ‚Höhle im Felsen‘, Schweizerdeutsch auch ‚[steiniger] Hügel‘ und ‚Abri‘ (Halbhöhle als Unterstand) zu sehen. Dieses Wort steht wohl in Nähe zu oberitalienisch balma, französisch baume, rätoromanisch palva, welches wegen der Verbreitung wie auch kornisch bal ‚Mine, Schacht‘ und walisisch bâl ‚vorspringender Hügel‘ als keltisch gesehen wird, römisch tradiert. Eine rekonstruierte Wurzel wäre *balmâ ‚Grotte‘.
Da der Wechsel -lm- zu -lf- nicht bairisch sein kann, wurde etwa ein schon früherer Lautwandel vorgeschlagen.
Dieser Hypothese widerspricht, dass das Verbreitungsgebiet der Ortsnamen auf P⁄Balfen, im Salzburgischen und angrenzenden Gebieten, nicht an alemannisch-rätoromanisch Balm⁄v anschließt, das Wort fehlt im Nordtiroler Inntal ebenso wie in Südtirol.
Eine andere Hypothese nennt unspezifisch ein vorrömisches Substratwort *péllawo- ‚Fels‘, romanisch tradiert, vielleicht zu Bergnamen wie ital. Pelvo, frz. Pelvé, Pelvoux.
Jedenfalls ist das gesamte isolierte Verbreitungsgebiet – das Land Salzburg, das Berchtesgadener Land, Achental, Osttirol und Oberkärnten – frühes Missions- und Besiedelungsgebiet des Bistums Salzburg, und der Raum dieser Stadt war noch in der Nachantike romanisch-keltisch-slawisches Mischgebiet. Dafür, dass das Wort dort ins Lokalbairische überging, spricht auch, dass es dann in Osttirol explizit als „deutscher“ Ausdruck in Kontrast zu slawischen und romanischen Ortsnamen steht (etwa Weißer Balfen im Dorfer Tal als Pendant zum benachbarten Bergnamen Gradalfe aus romanisch croda alba ‚weißer Fels[kamm]‘).
Daneben könnte es eine nicht verwandte Ableitung zu einem Personennamen zu geben.
Östlich – Salzburg bis in die Steiermark – schließt, weitgehend ohne Überlappung, das Verbreitungsgebiet Ofen (germanisch oder älter) an, in nahezu derselben Bedeutung und Breite (‚Felsformation, -wand‘ einschließlich ‚Höhle‘); nordöstlich – Ober- und Niederösterreich – steht Parz für ‚Steinhügel‘.

## Beispiele
(gruppiert Nordwest nach Südost)
- Pölven (Großer, auch Mittagskogel, 1595 m; Kleiner 1562 m), mit Ortslagen Pölven und Pölvenau, im Unterinntal (Tir.)[20]
- Brennender Palven (1572 m), Anhöhe an der Ackerlspitze im Wilden Kaiser (Tir.)[6]
- Schößpalfen (1772 m), Vorklapf des Floch im Spertental (Tir.)
- Schwarzpalfen, Kar des Geißstein am Jochberg (Sbg.)
- Brantlpalfen und Handlpalfen, Schrofen am Achselkogel bei Krimml (Sbg.)
- Weißer Palfen, Hangschulter am Rabenkopf bei Wald im Pinzgau (Sbg.)
- Roter Palfen (2611 m), Felsklapf am Eiser, Glocknergebiet (Sbg.)
- Kälberpalfen (2322 m), Gipfel im Kaprunertal (Sbg.)
- Palfenhof, Gehöft in St. Georgen bei Bruck im Salzachtal (Sbg.)
- Palfen, Felsen bei Saalfelden (Einsiedelei, Sbg.)
- Palfenhörner (Großes 2222 m, Kleines), zwei Gipfel am Hochkalter/Steinernes Meer (By./Sbg.)
- Rotpalfen (Wasserwandkopf, 2367 m), am Hochkalter (By.)
- Feuerpalfen (auch Feuerpalven),[6] Aussichtswarte am Königsee bei Berchtesgaden (By.)
- Sieben Palfen, Ortslage (Adr.) bei Karlstein, Reichenhall (By.)
- Palfner, Gehöft in Bad Gastein, dazu Palfner Bach, Palfner Seekogel (2531 m, Sbg., sekundär zum Wohnstättennamen)[21]
- Palfner, Gehöft bei Rauris mit Palfneralm im Seidlwinkeltal (Sbg., Wohnstättenname)
- Rabenpalfach, Schrofen am Seekarspitz bei Hüttschlag (Sbg., wohl Pluralform)
- Palfner Dörfl mit Palfner Bach, Palfnerkogel (Schwarzkogel, 1413 m) bei St. Johann im Pongau (Sbg.)
- Lueg Palfen, Wand im Pass Lueg (sprich Lu-eg, Sbg.)
- Palfen (1091 m), Vorklapf des Österreichbergs im Lammertal (Sbg.)
- Palfenbach, Bach (heute Perteilbach) und Ortslage am Rengerberg bei Vigaun, Salzburger Voralpen (Sbg.)
- Kniepalfen, Alm bei Wagrain im Pongau (Sbg.), (Knie Pass?)
- Palfen, Ortschaft bei Altenmarkt im Pongau (Sbg.)
- Sudelpalfen, Schrofen im Zauchenbachtal bei Altenmarkt im Pongau (Sbg.)
- Kühpalfen, Alm bei Forstau im Pongau (Sbg.)
- Scheiblingpalfen (1304 m), Felsgipfel bei Gleiming am Mandlingpass (Stmk., mit Scheibe ‚Grasfläche‘)
- Palfner, Gehöft in Zederhaus im Lungau (Sbg.)
- Zeigerpalfen (2506 m), Vorspitze des Abretter im Innergschlöß, Osttirol (Tir.)
- mehrere Flurnamen in Kals am Großglockner, Osttirol (Tir.)[22]
- Paziselpalfen, Leite am Hohen Sonnblick (Ktn., Pazisel unklar)[23]
- Balfen, Kar des Schmiednock, Maltatal (Ktn.)
- Hochpalfennock (2222 m), Nockberge (Ktn.)

Unklar erscheinen Palfing (By.), Palfau (Stmk.).